# 澳門巴士60路線
澳門巴士60路線是由澳巴經營，往返外港碼頭和司打口的巴士路線。

## 簡介及歷史

### 10A路線
- 1993年12月1日，由於10路線往關閘方向無法途經外港碼頭，故澳巴開設本線。

- 2009年4月26日起，交通事務局實施第二階段巴士路線調整，本線修改部分行車路線。[1]

- 2010年1月25日起，配合澳門科學館開幕，新增停靠「澳門科學館」站。[2]

- 2010年8月21日起，交通事務局檢討實施三個月的新馬路公交專道後，為避免所有巴士集中在永亨銀行外之巴士站上落客導致互相阻礙，同時藉以增加新馬路下段之人流，改善營商環境，取消停靠永亨銀行門外之巴士站，改停靠「金碧文娛中心」站。[3]

- 2011年8月1日，本線改由維澳蓮運經營。

- 2014年7月1日，本線改由新時代經營。

- 2016年4月23日，取消停靠「媽閣廟前地」、「河邊新街／媽閣」站，改停靠「河邊新街／凱泉灣」站。[4]

- 2016年5月28日起，因應部份路線正逐步使用較大的車輛，而受道路條件所限，大巴停靠「孫逸仙大馬路／漁人碼頭」站後難以調頭離開，故取消停靠該站。[5]

- 2017年12月20日，上述站點週邊道路改善工程完成，更名為“勵庭海景酒店”。

- 2018年2月3日起，取消停靠“觀音蓮花苑”站。

- 2018年6月30日，因新馬路排水系統工程影響，臨時以循環線運作，期間暫不停靠「媽閣總站」、「河邊新街／凱泉灣」、「火船頭街」、「新馬路／大豐」、「殷皇子馬路」、「亞馬喇前地」站，直接停靠「葡京酒店」站。

- 2018年7月17日，臨時停靠「城市日前地」站。

- 2018年8月1日，本線回復由澳巴經營。
- 2018年8月17日起，新馬路恢復雙向行車，本線恢復原線行駛。[6]
- 2019年4月6日，為配合“內港北雨水泵站箱涵渠建造工程”，本線往媽閣方向“金碧文娛中心”站會臨時取消停靠。
- 2019年7月27日起，“十月一日前地”站改名為“十月一號前地”站。
- 2019年8月31日起，因“內港北雨水泵站箱涵渠建造工程”已完工，本線開始恢復原線停靠。
- 2020年1月20日起，“火船頭街”改名為“內港客運碼頭”，並往司打口方向遷移。[7]

- 2020年4月18日，亞馬喇前地整治土建工程完工，往外港碼頭方向取消停靠「亞馬喇前地」站。

- 2021年1月25日起，全線改用中巴行駛。

- 2021年11月27日起，為配合站點分流，改停靠位於近於近東南亞商業中心增設的「宋玉生廣場／東南亞」站。[8]

- 2022年3月5日起，因高美士街管線工程關係，暫不停靠「馬六甲街」站，臨時停靠「友誼馬路／海港街」站。[9]

- 2022年6月20日至25日，因應北京街鋪路工程，暫不停靠“北京街／假日酒店”站。[10]
- 2022年7月11日至17日，因實施「全澳相對靜止管理」措施，本線暫停營運。[11]

- 2022年7月18日至22日，因宣佈延長“相對靜止管理”措施，本線維持上述措施。[12]

- 2022年7月23日起，因“相對靜止管理”結束，本線恢復營運。[13]

- 2022年12月3日起，本線總站調整至“媽閣交通樞紐”，原“媽閣總站”調整為中途站並更名為“西灣湖景大馬路／媽閣碼頭”；同時取消停靠“澳門文化中心”、“新口岸／馬德里街”站。[14][15][16][17][18][19]

### 60路線
- 2023年12月2日，為配合輕軌媽閣站啟用，本線更改編號為60，取消途經新馬路及友誼大馬路一帶，並調整為循環線，循環點為「司打口」站。[20][21]

## 使用車輛
2021年1月25日起：
- 宇通ZK6902HG
- 五洲龍FDG6951G

2022年4月11日起：
- 宇通ZK6902HG
- 宇通ZK6986HG
- 五洲龍FDG6951G

2022年4月20日起：
- 五洲龍FDG6951G
- 宇通ZK6902HG

2022年10月27日起：
- 五洲龍FDG6951G
- 宇通ZK6902HG
- 宇通ZK6986HG

2023年1月14日起：
- 五洲龍FDG6951G
- 宇通ZK6902HG
- 宇通ZK6986HG
- 中通LCK6980SHEVG

2023年2月6日起：
- 中通LCK6980SHEVG

## 電牌
| 往南區方向      | 往南區方向   | 往南區方向 |
| 日期            | 頭牌         | 圖例       |
| --------------- | ------------ | ---------- |
| 2023年12月2日前 | 媽閣         |            |
| 2023年12月2日起 | 媽閣及司打口 |            |
| 往外港碼頭方向  |              |            |
| 日期            | 頭牌         | 圖例       |
| 2023年12月2日前 | 外港碼頭     |            |
| 2023年12月2日起 | 外港碼頭     |            |
| 大賽車期間      | 綜藝館       |            |

## 路線資料

### 收費
| 收費類別     | 收費類別                      | 收費類別             | 費用 |
| ------------ | ----------------------------- | -------------------- | ---- |
| 現金         | 現金                          | 現金                 | $6.0 |
| 境外支付工具 | 支付寶（內地及香港）          | 支付寶（內地及香港） | $6.0 |
| 境外支付工具 | 雲閃付 非綁定澳門銀聯卡       |                      | $6.0 |
| 境外支付工具 | 微信支付（內地及香港）        |                      | $6.0 |
| 境外支付工具 | 交通聯合 非澳門發行的全國通卡 |                      | $6.0 |
| 境內支付工具 | 澳門通                        | 全民卡               | $3.0 |
| 境內支付工具 | 澳門通                        | 學生卡               | $1.5 |
| 境內支付工具 | 澳門通                        | 長者卡               | 免費 |
| 境內支付工具 | 澳門通                        | 殘疾卡               | 免費 |
| 境內支付工具 | 聚易用＋                      | 聚易用＋             | $3.0 |

### 服務時間及班距
| 服務時間                     | 服務時間 | 星期一至六  | 星期日 （含公眾假期） |
| ---------------------------- | -------- | ----------- | --------------------- |
| 外港碼頭                     | 外港碼頭 | 06:00-23:45 | 06:00-23:45           |
| 班距                         | 尖峰     | 10-14分鐘   | 10-16分鐘             |
| 班距                         | 離峰     | 15-20分鐘   | 15-20分鐘             |
| 懸掛8號風球後1小時開出尾班車 |          |             |                       |

### 路線停站
| 60   | 外港碼頭 ↺ 司打口 | 外港碼頭 ↺ 司打口            | 外港碼頭 ↺ 司打口  |
| 序號 | 循環線            | 循環線                       | 循環線             |
| 序號 | 站號              | 站名                         | 出入境口岸／輕軌站 |
| 1    | M239/3            | 外港碼頭                     | 外港客運碼頭       |
| 2    | M265              | 漁人碼頭會展中心             |                    |
| 3    | M264              | 勵庭海景酒店                 |                    |
| 4    | M266              | 澳門科學館                   |                    |
| 5    | M257              | 新口岸／文化中心             |                    |
| 6    | M251              | 捐血中心                     |                    |
| 7    | M262              | 城市日大馬路／波爾圖街       |                    |
| 8    | M182/1            | 旅遊塔／行車隧道             |                    |
| 9    | M198/2            | 西灣湖景大馬路／媽閣碼頭     | 媽閣站             |
| 10   | M183/2            | 河邊新街／凱泉灣             |                    |
| 11   | M140/2            | 河邊新街／李道巷             |                    |
| 12   | M139/2            | 司打口                       | 內港客運碼頭       |
| 13   | M184              | 河邊新街／街市               |                    |
| 14   | M188              | 河邊新街／下環               |                    |
| 15   | M203/1            | 媽閣廟站                     |                    |
| 16   | M277              | 西灣湖景大馬路／媽閣交通樞紐 | 媽閣站             |
| 17   | M177              | 澳門旅遊塔                   |                    |
| 18   | M268              | 城市日前地                   |                    |
| 19   | M258              | 宋玉生廣場／東南亞           |                    |
| 20   | M259              | 孫逸仙大馬路／金沙           |                    |
| 21   | M255              | 馬六甲街                     |                    |
| 22   | M239/3            | 外港碼頭                     | 外港客運碼頭       |

### 賽車期間路線停站
| 60   | 綜藝館 ↺ 司打口 | 綜藝館 ↺ 司打口              |
| 序號 | 循環線          | 循環線                       |
| 序號 | 站號            | 站名                         |
| 1    |                 | 綜藝館臨時站                 |
| 2    | M264            | 勵庭海景酒店                 |
| 3    | M266            | 澳門科學館                   |
| 4    | M257            | 新口岸／文化中心             |
| 5    | M251            | 捐血中心                     |
| 6    | M262            | 城市日大馬路／波爾圖街       |
| 7    | M182            | 旅遊塔／行車隧道             |
| 8    | M198            | 西灣湖景大馬路／媽閣碼頭     |
| 9    | M183            | 河邊新街／凱泉灣             |
| 10   | M140            | 河邊新街／李道巷             |
| 11   | M139            | 司打口                       |
| 12   | M184            | 河邊新街／街市               |
| 13   | M188            | 河邊新街／下環               |
| 14   | M203            | 媽閣廟站                     |
| 15   | M277            | 西灣湖景大馬路／媽閣交通樞紐 |
| 16   | M177            | 澳門旅遊塔                   |
| 17   | M268            | 城市日前地                   |
| 18   | M258            | 宋玉生廣場／東南亞           |
| 19   | M259            | 孫逸仙大馬路／金沙           |
| 20   | M255            | 馬六甲街                     |
| 21   |                 | 綜藝館臨時站                 |

- 粗體字為大賽車期間臨時停靠站點

## 圖片集

### 維澳蓮運10A路線時期

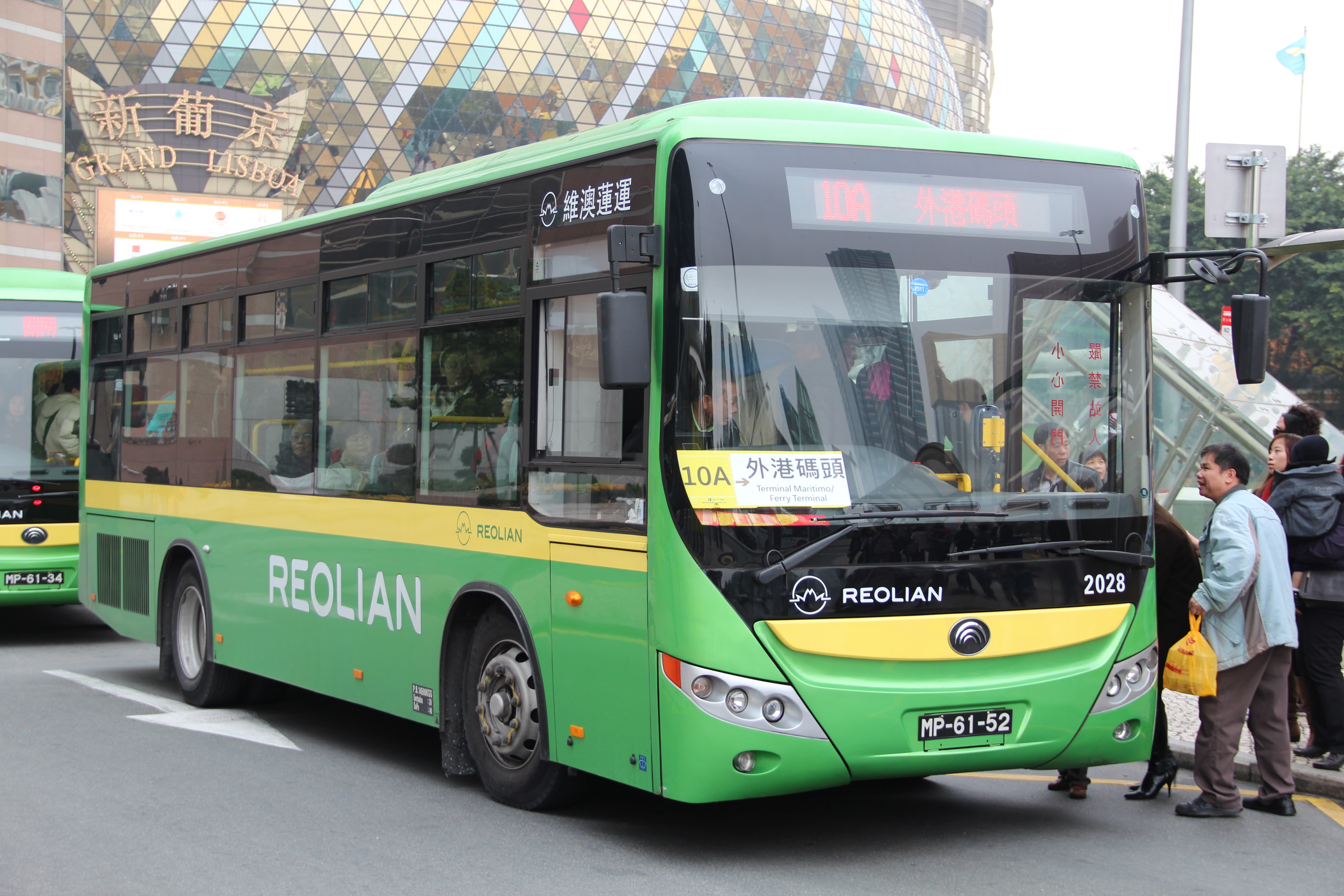
宇通ZK6902HG

### 新時代10A路線時期

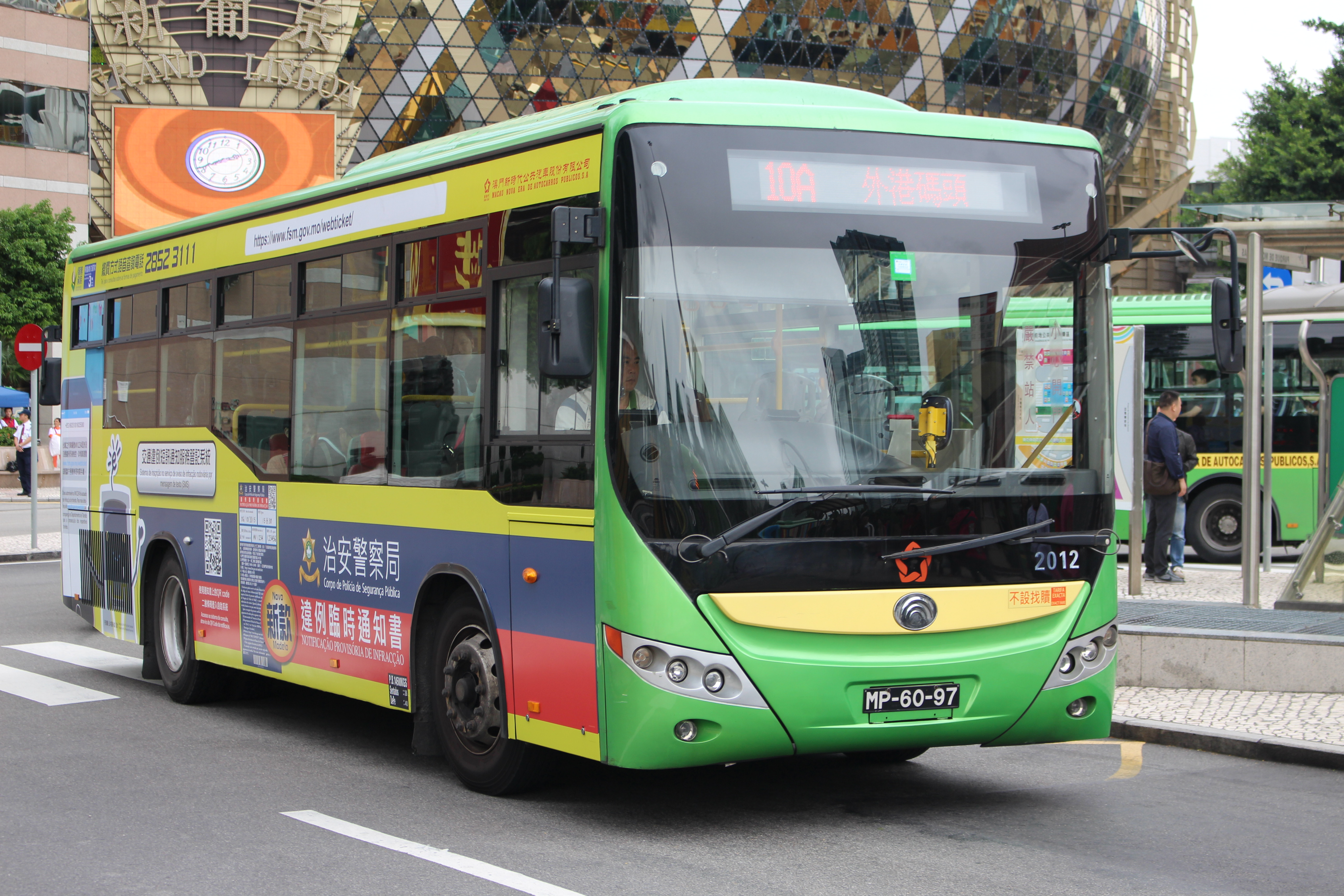
宇通ZK6902HG
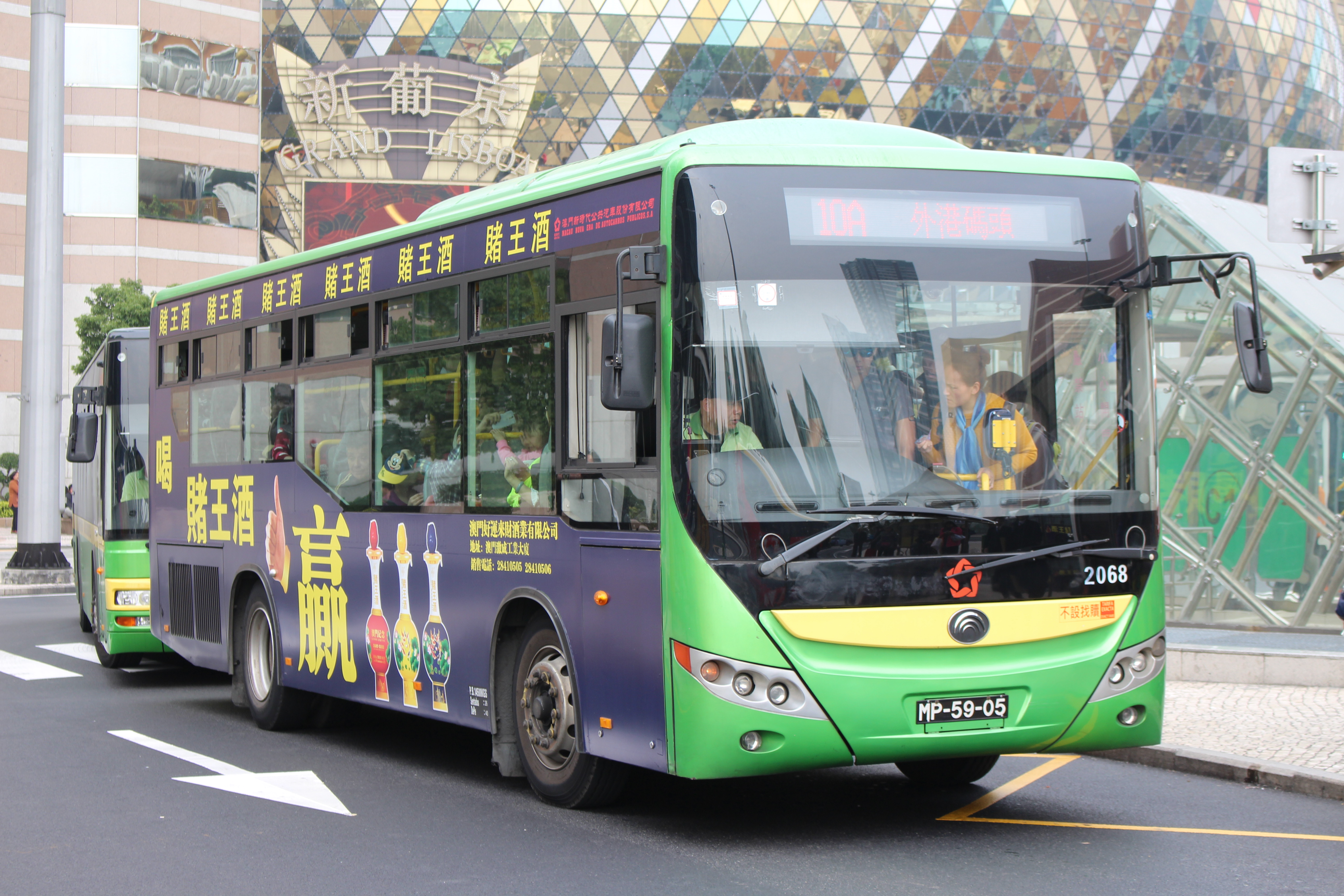
宇通ZK6902HG
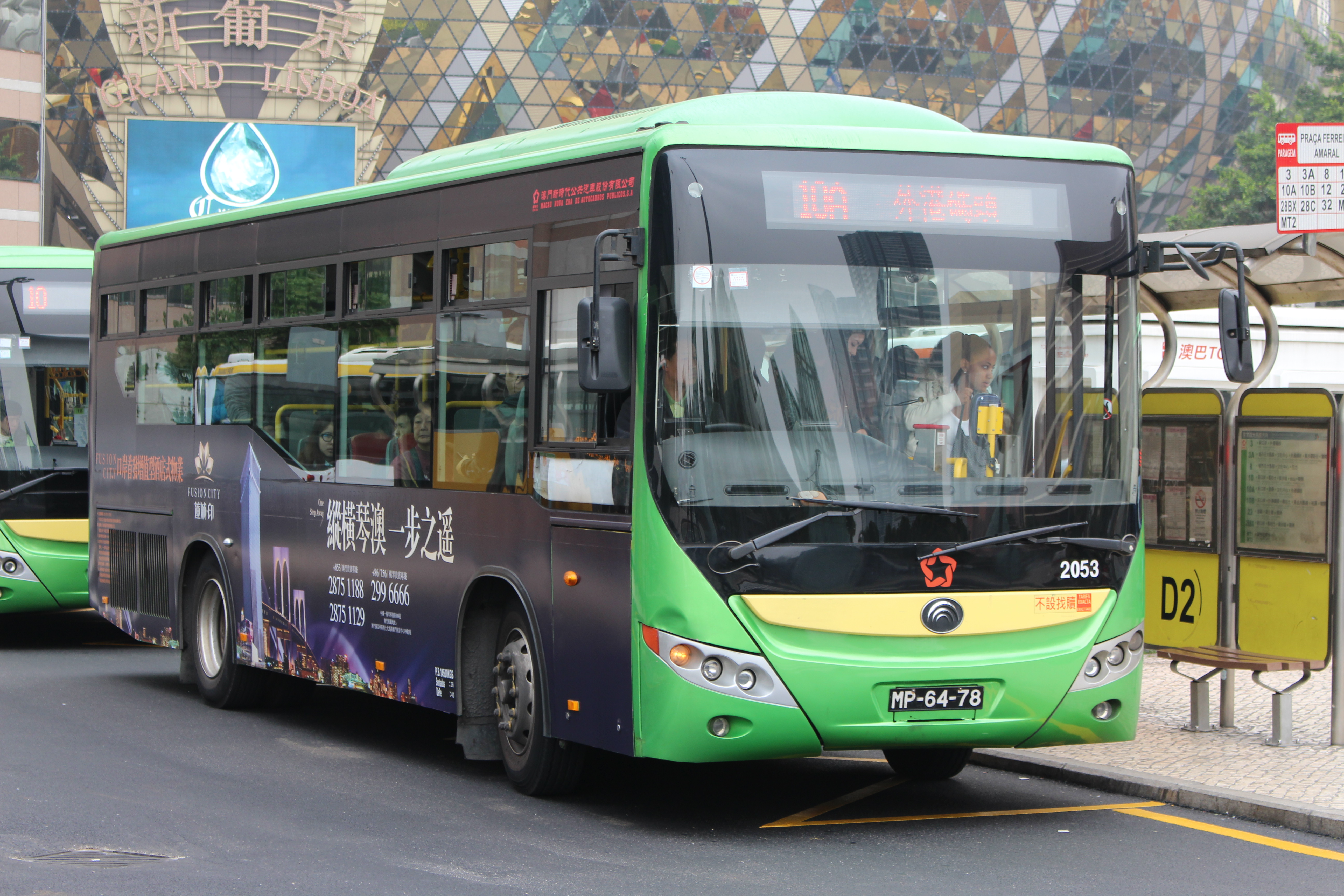
宇通ZK6902HG
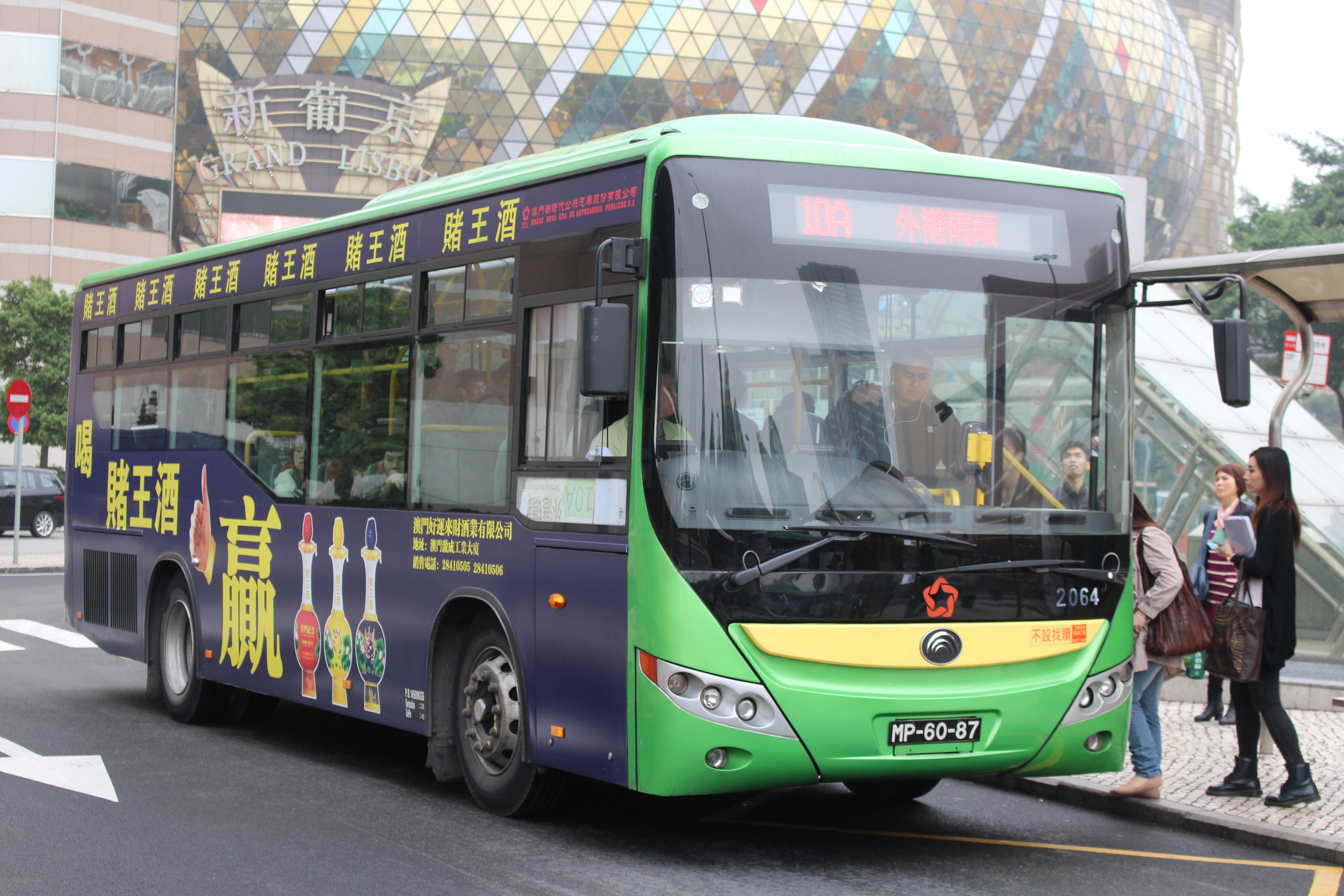
宇通ZK6902HG
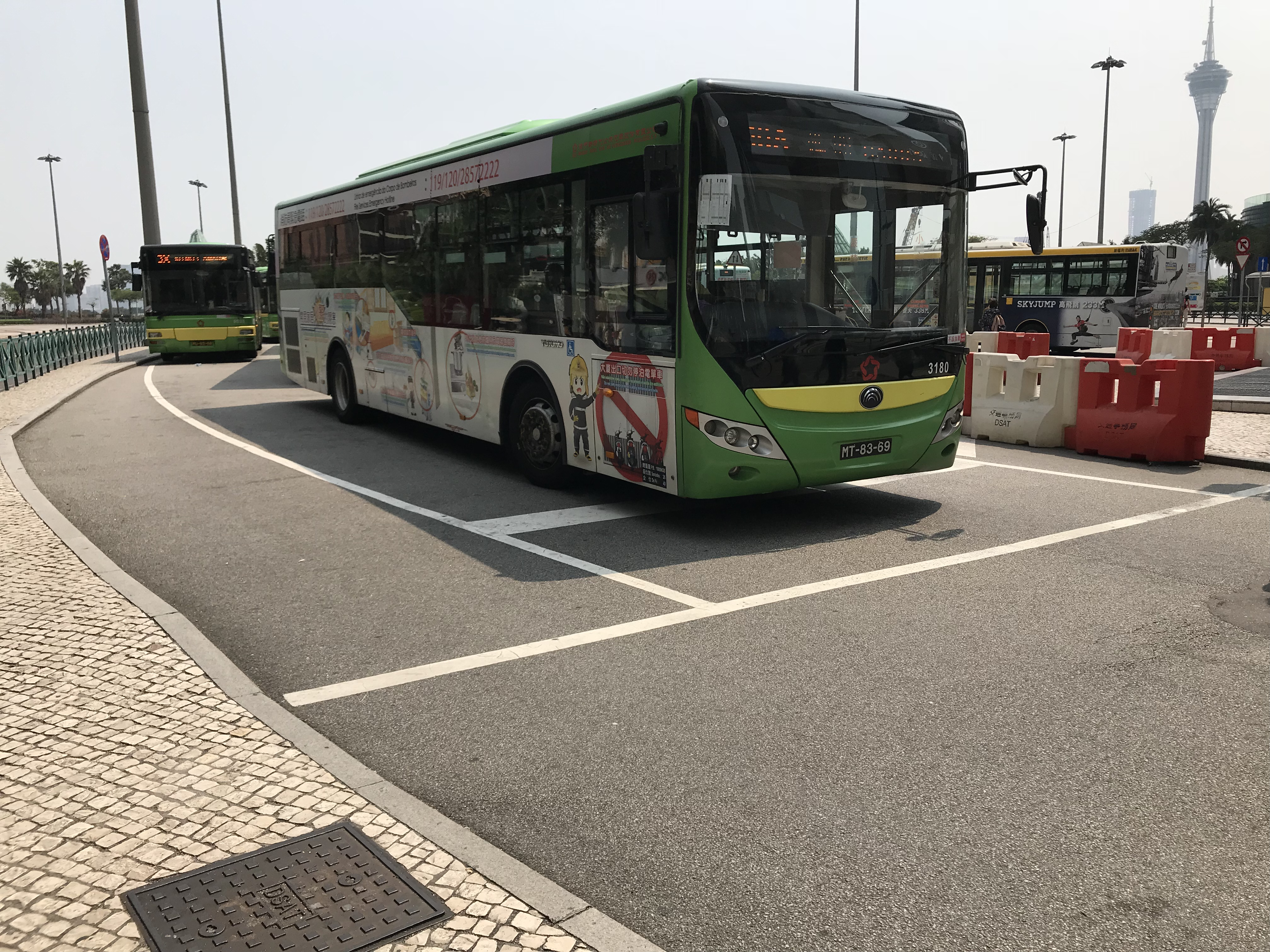
宇通ZK6118HGE

### 澳巴10A路線時期

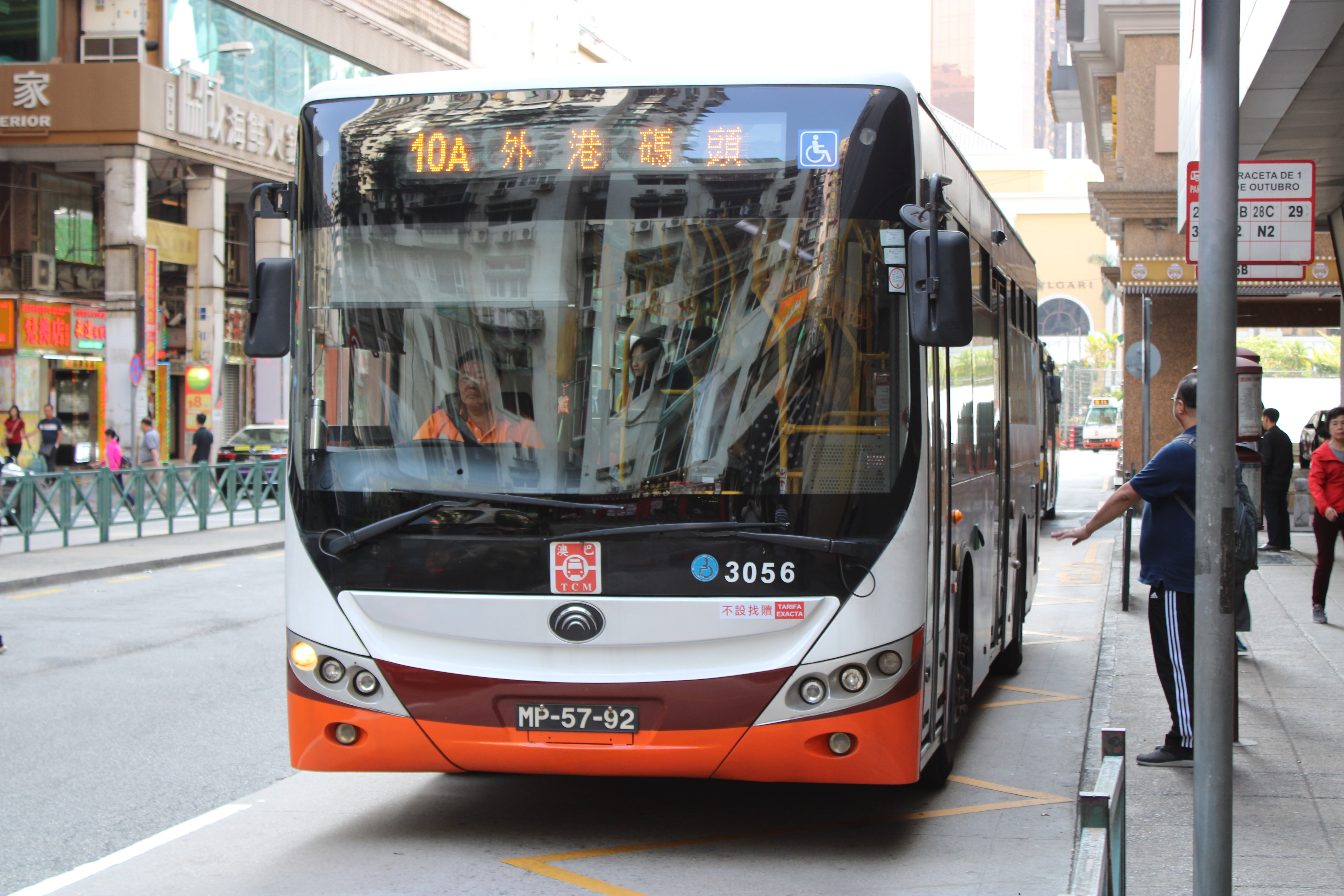
宇通ZK6118HGE
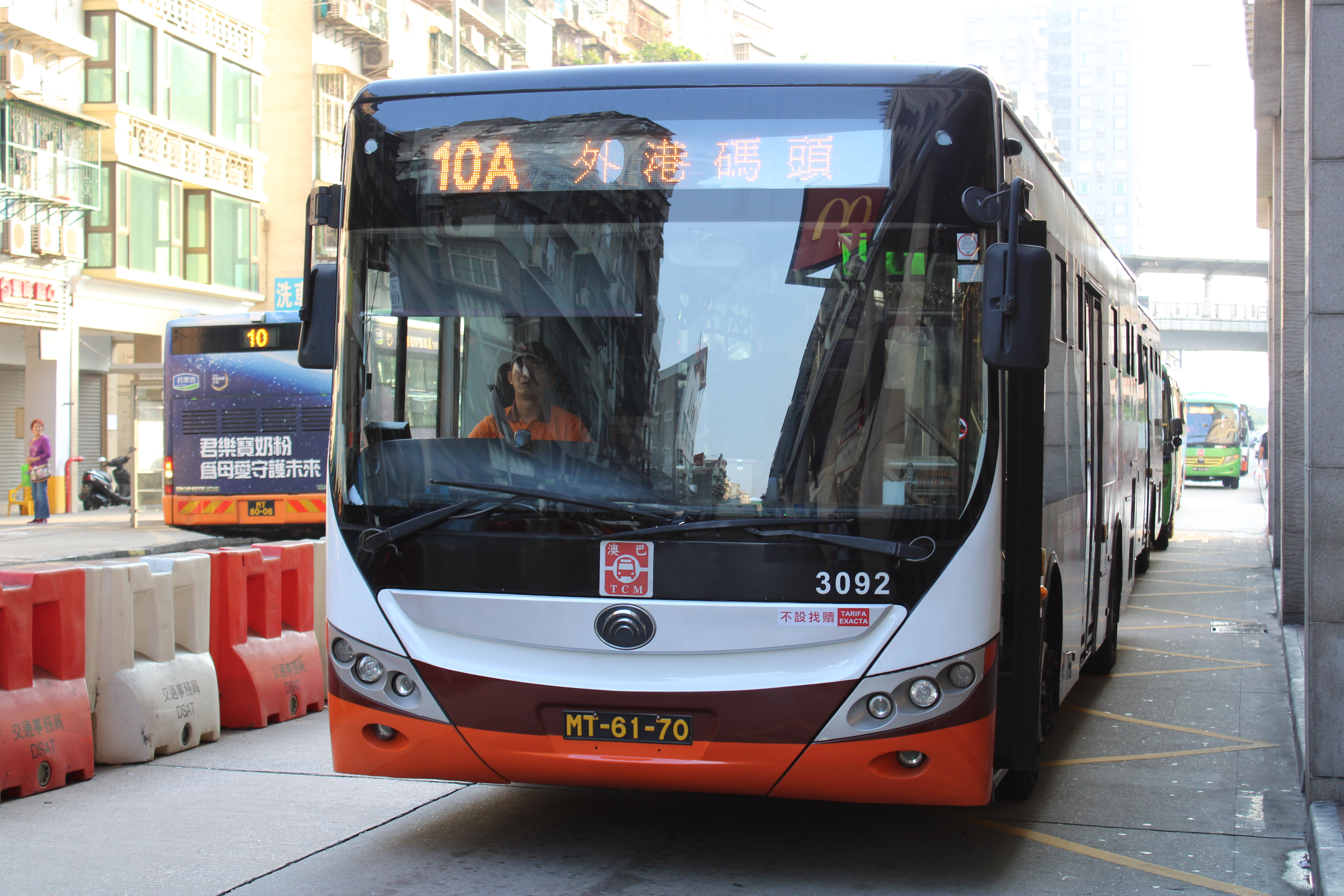
宇通ZK6118HGE
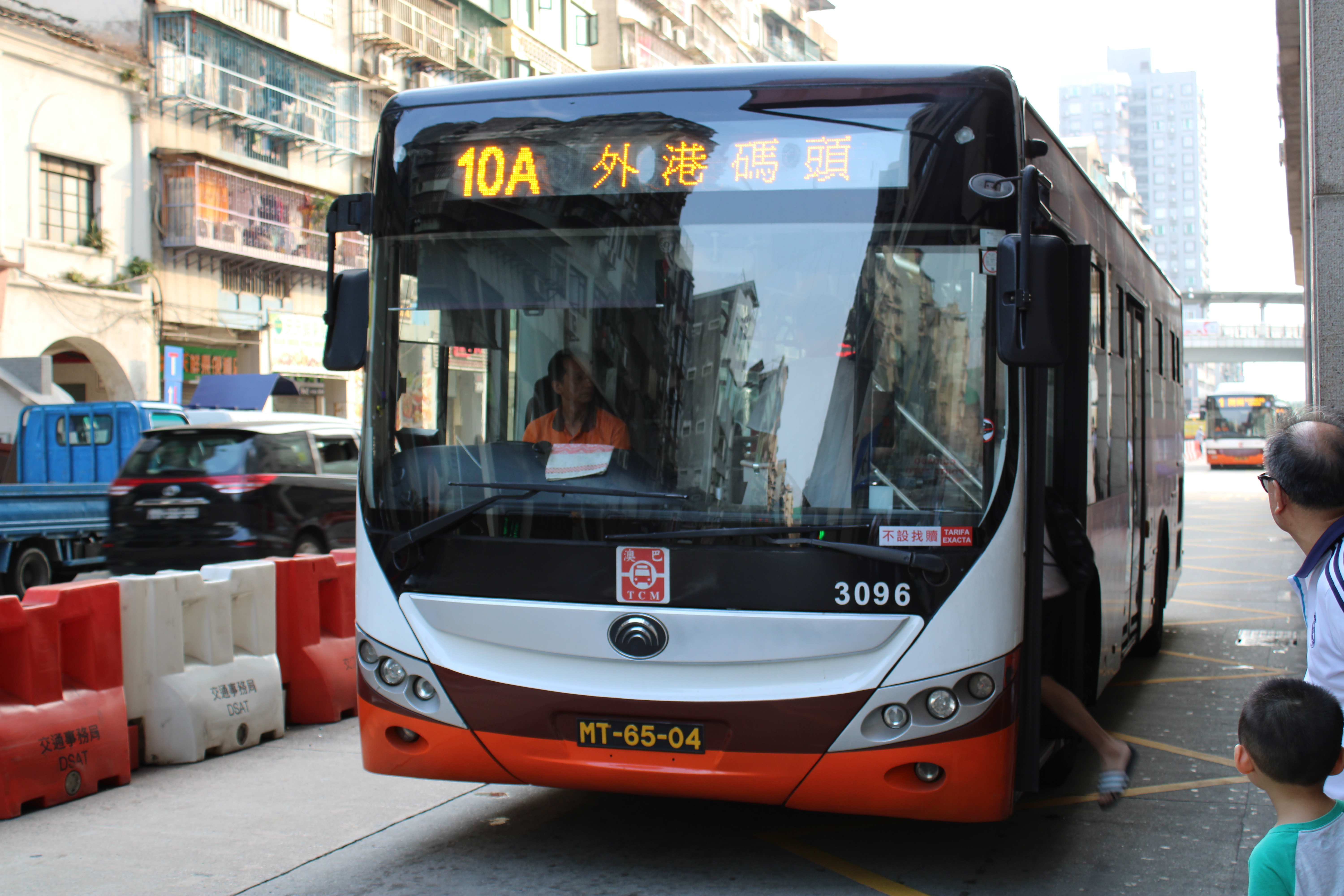
宇通ZK6118HGE
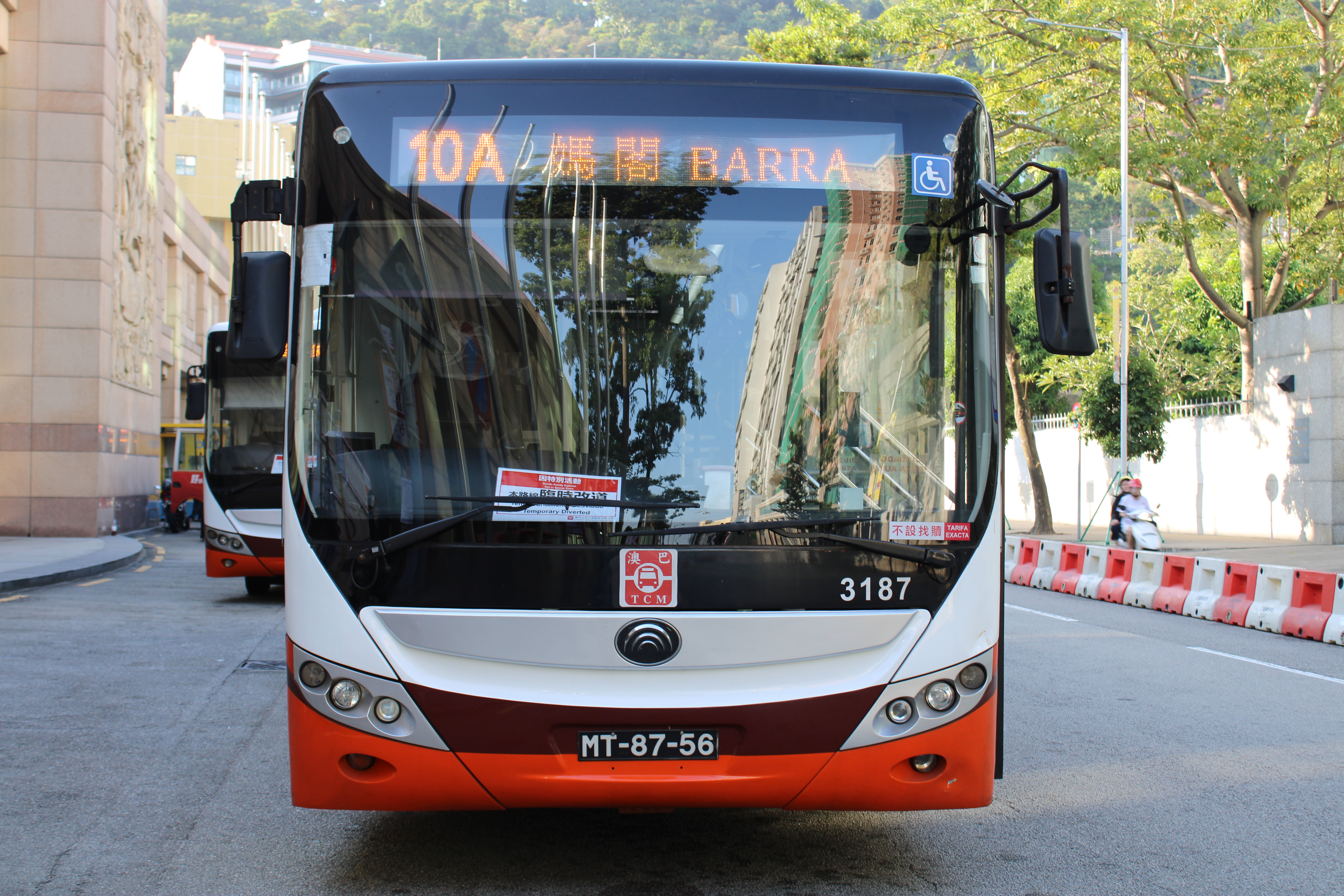
宇通ZK6118HGE
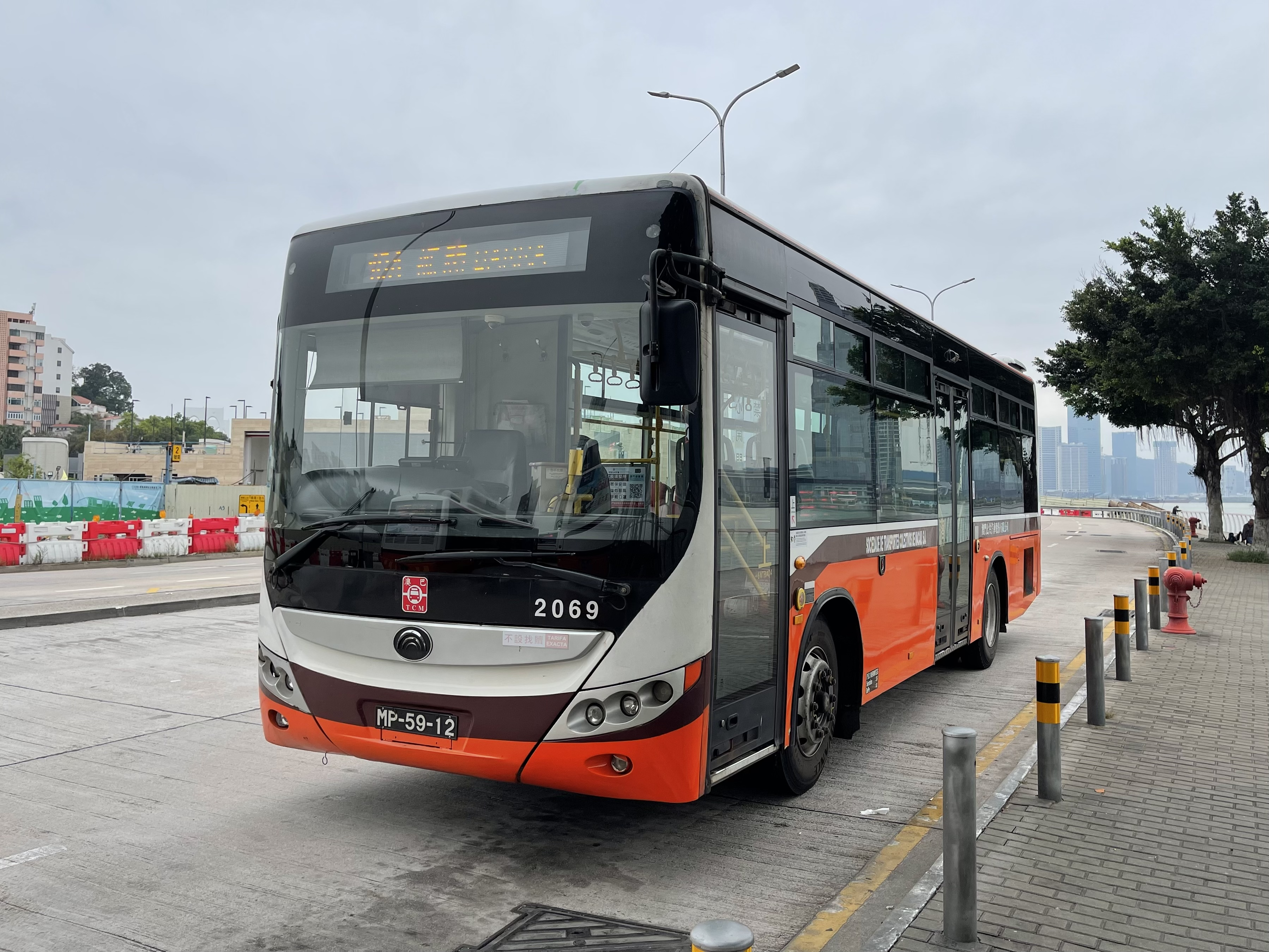
宇通ZK6902HG
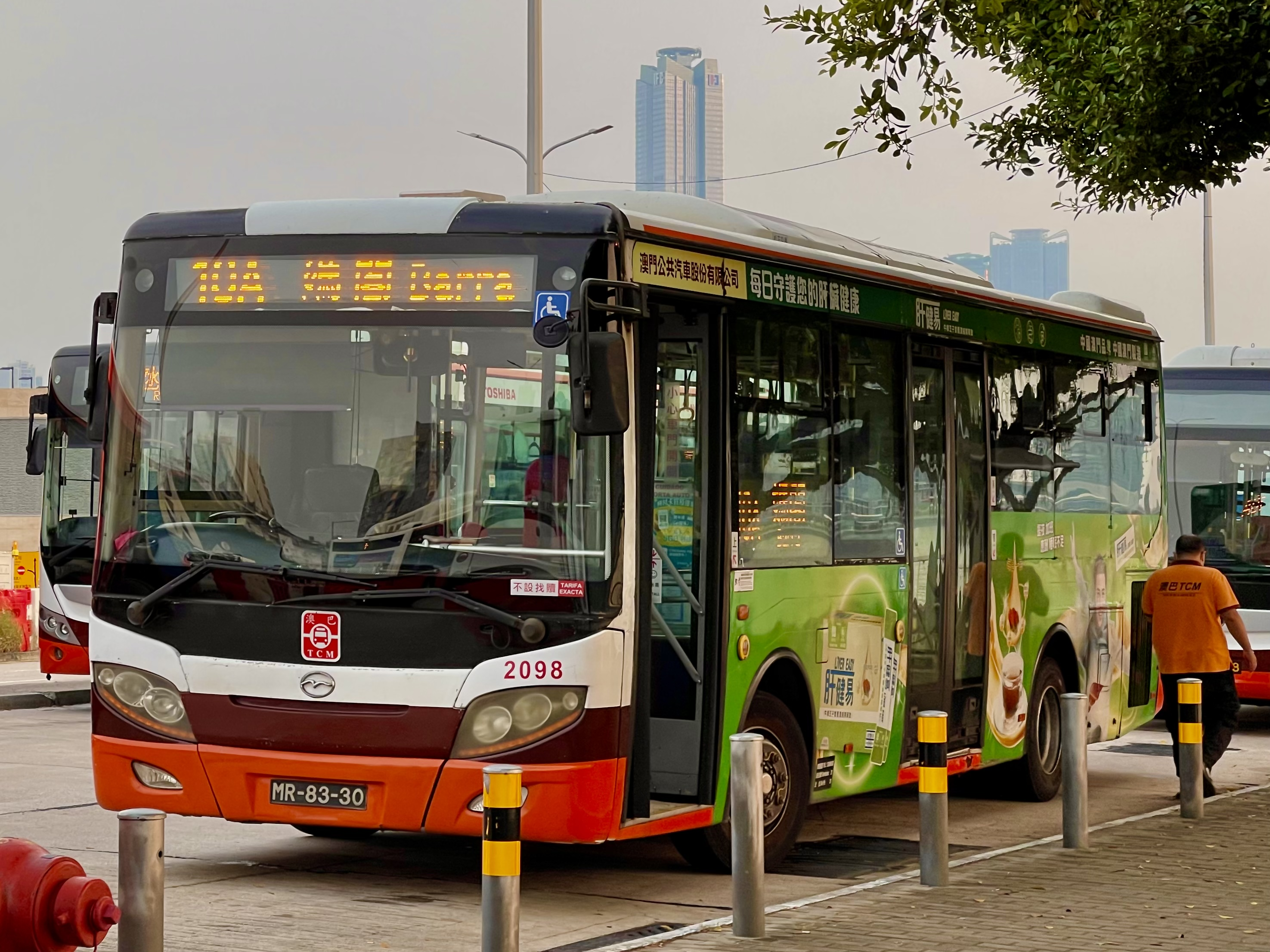
五洲龍FDG6951G
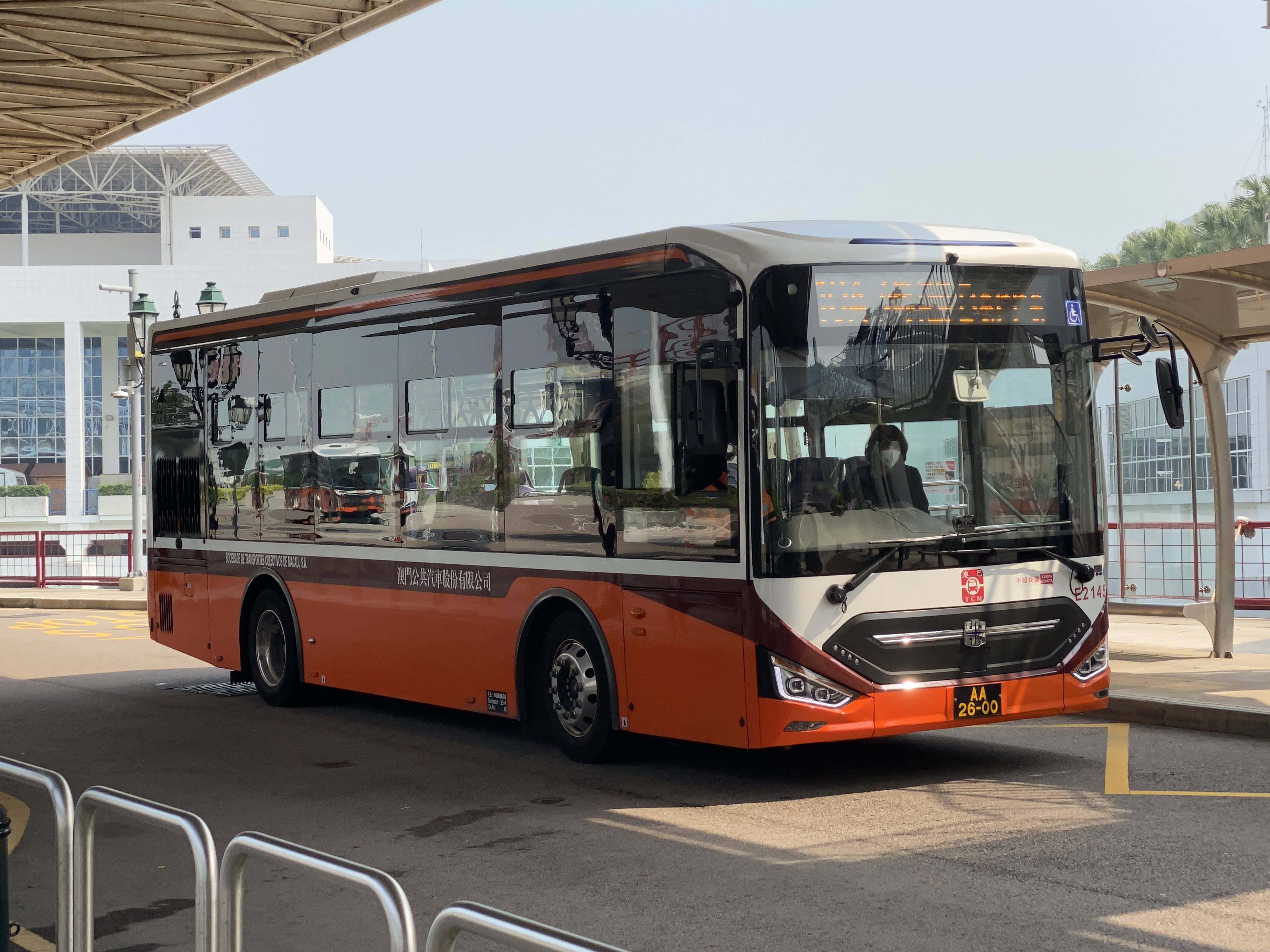
中通LCK6980SHEVG
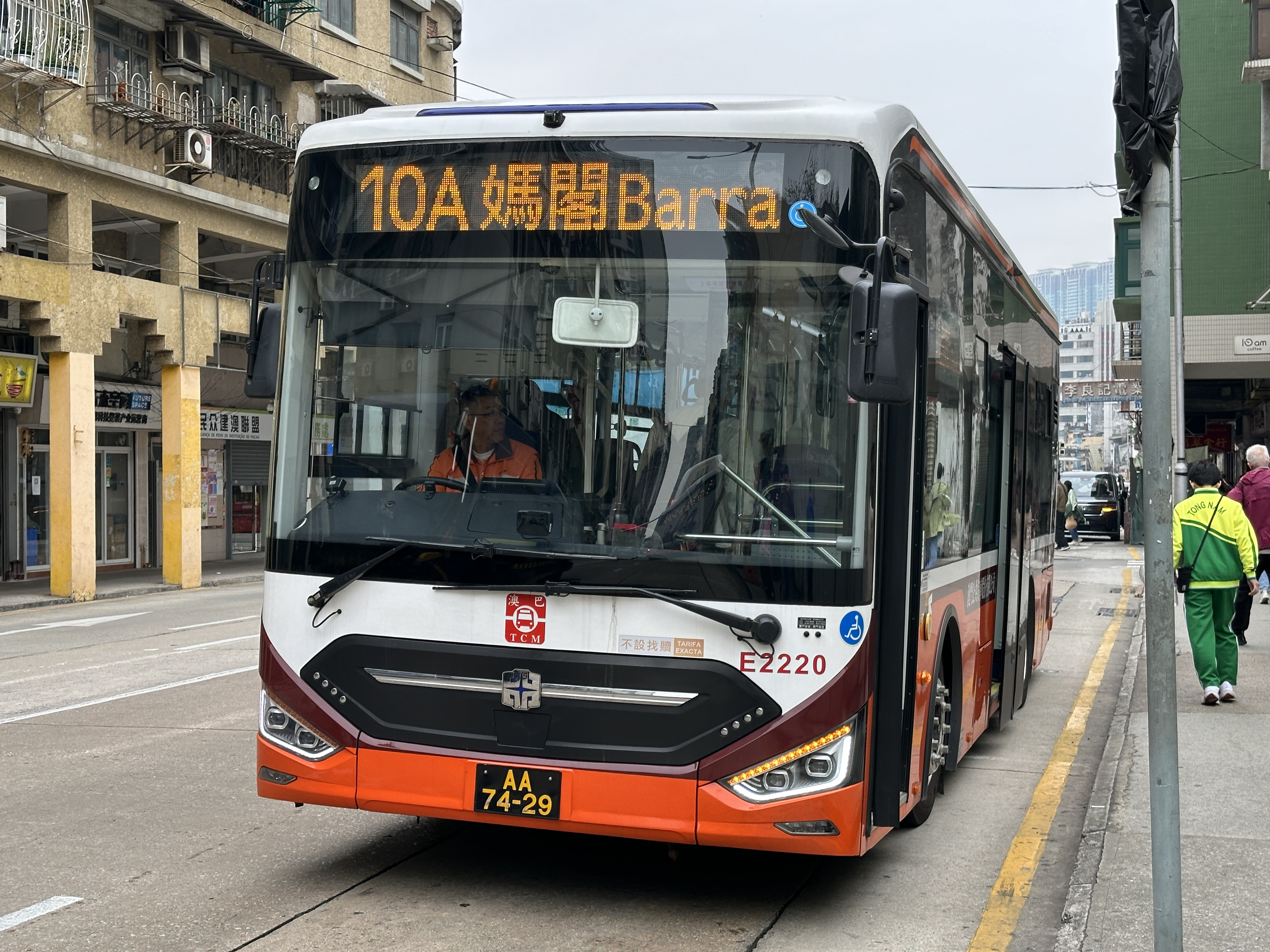
中通LCK6980SHEVG

### 澳巴60路線時期

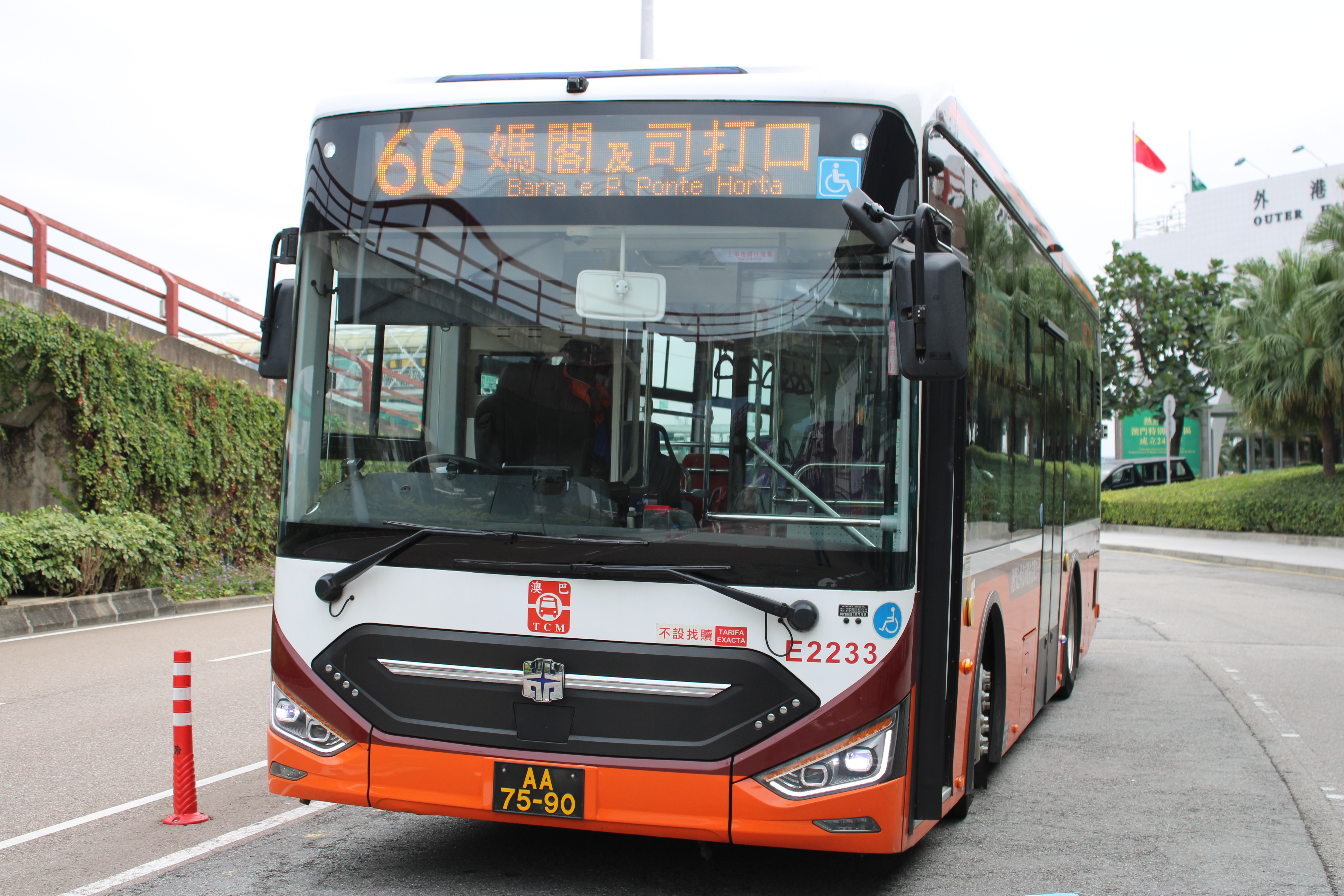
中通LCK6980SHEVG
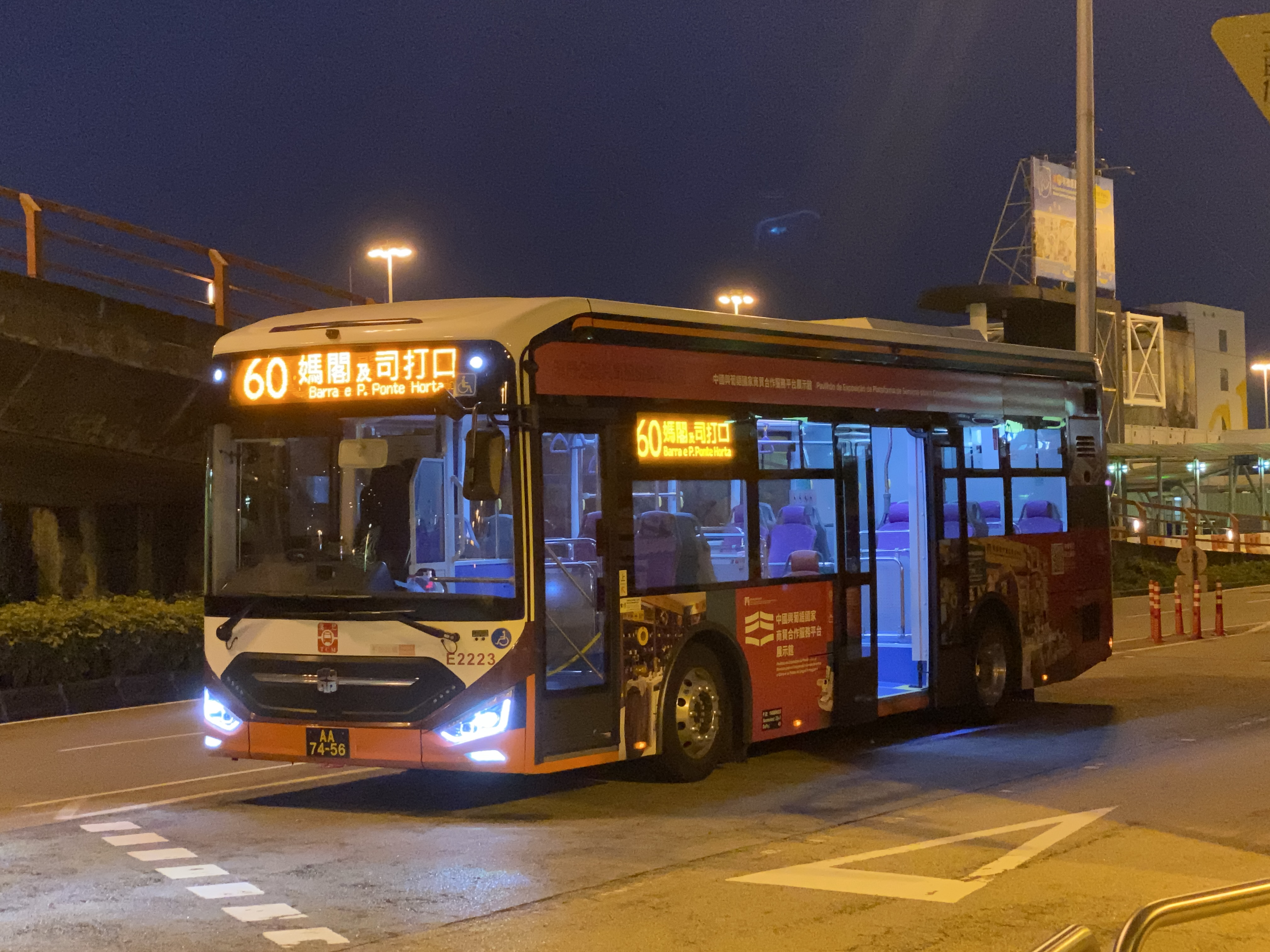
中通LCK6980SHEVG
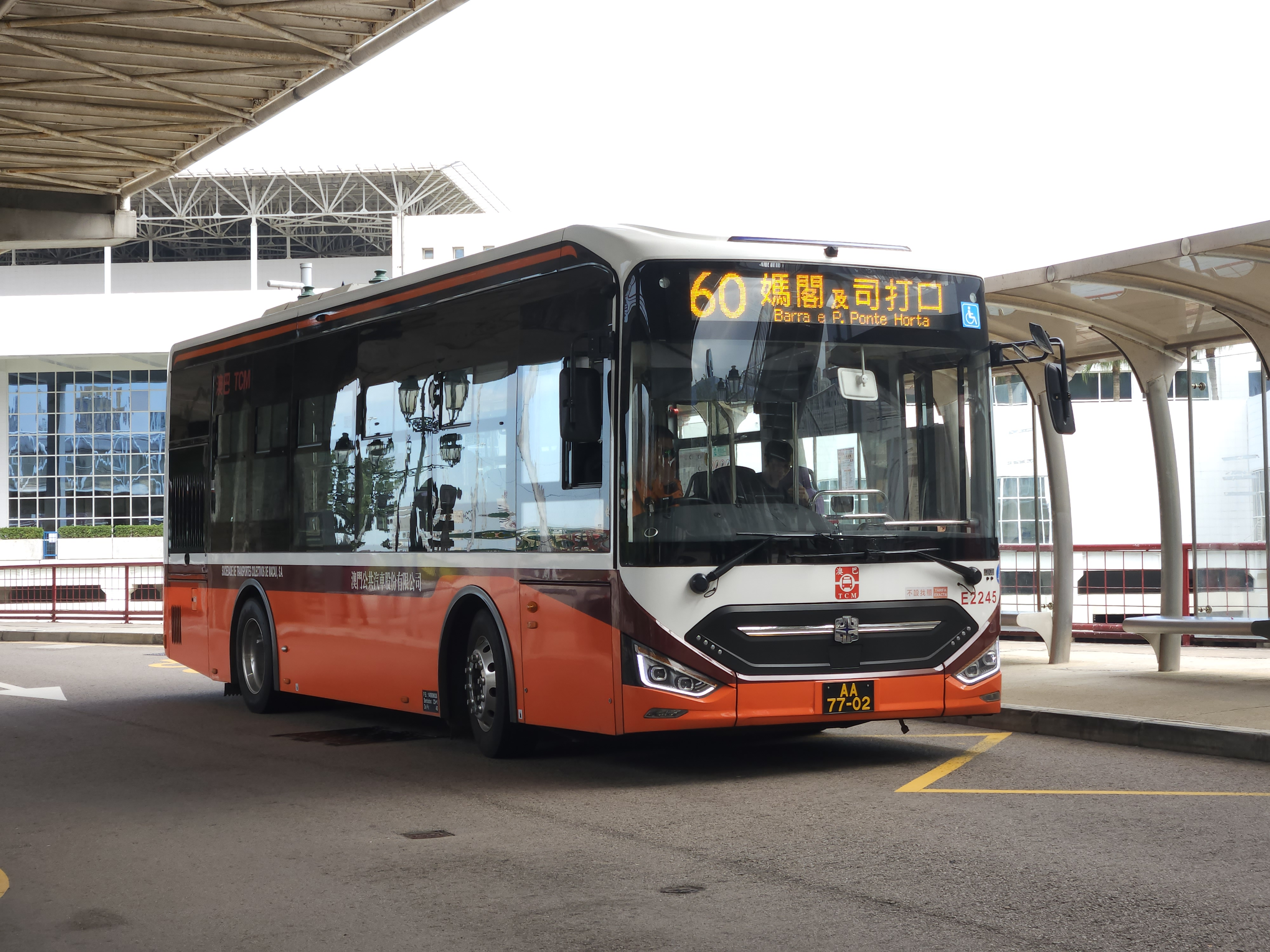
中通LCK6980SHEVG
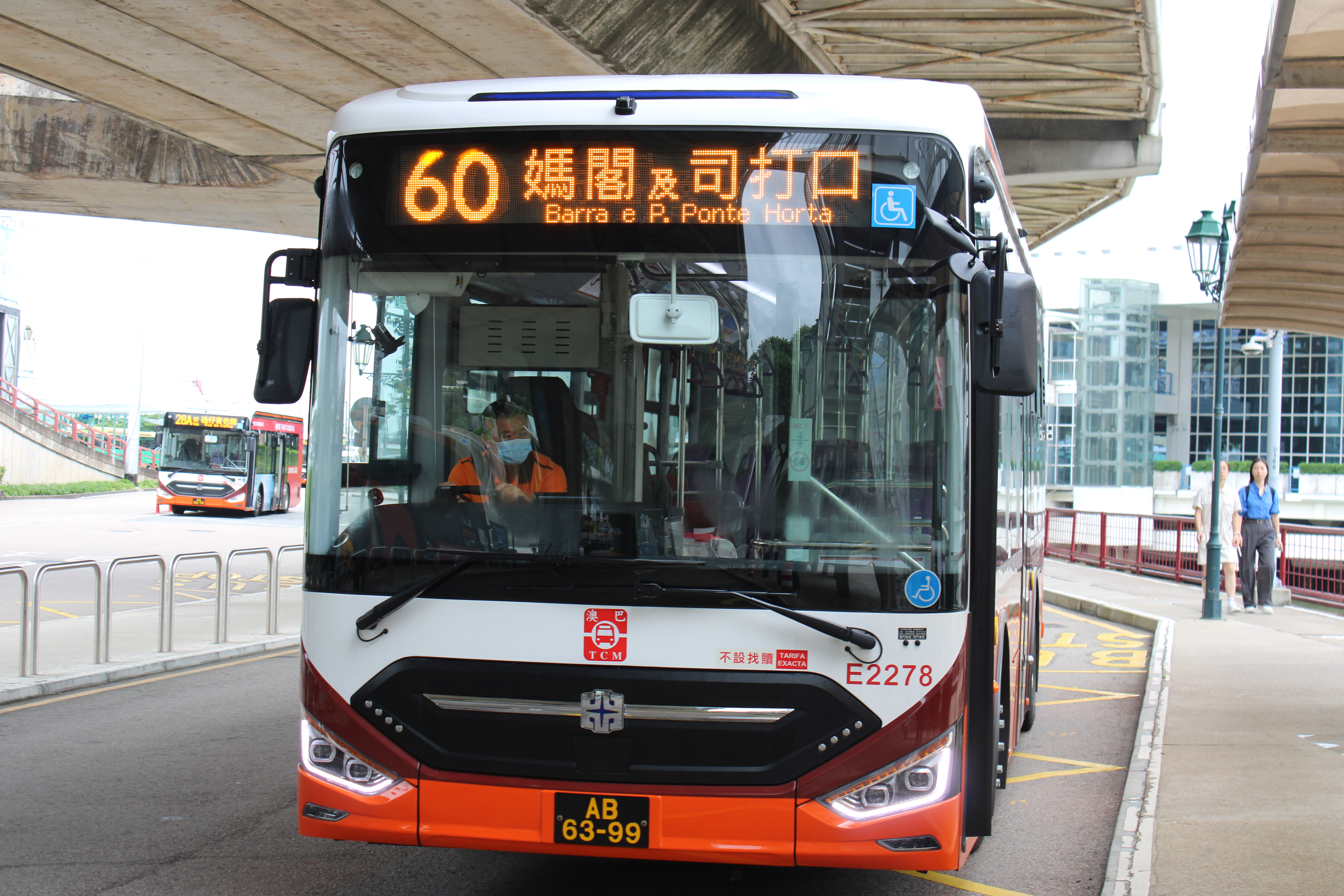
中通LCK6980SHEVG

## 編號更改計劃
- 2023年8月11日，行政長官賀一誠出席澳門立法會答問會回應議員口頭質詢時首次透露，指政府下一步會研究在不同轉乘站增設多些巴士專線，在媽閣站通車後擬開通專線巴士往返關閘和外港碼頭。[22][23] 交通事務局亦於2023年9月回應澳門立法會議員羅彩燕書面質詢時表示，會研究在不同轉乘站至口岸開設巴士專線，如媽閣交通樞紐至關閘或青茂口岸，以解決部分旅客的出行需要，提升整體乘客搭乘體驗。[24]

- 2023年11月15日，行政長官賀一誠出席澳門立法會《澳門特別行政區政府2024年財政年度施政報告》答問會時，回應委任議員邱庭彪關注輕軌接駁交通規劃時，指輕軌媽閣站如期於同年12月啟用，本線和往返關閘／青茂口岸的接駁路線正在籌備中。[25][26]

- 2023年11月28日，交通諮詢委員會「公共運輸服務改善工作小組」舉行工作會議，會上局方表示因應媽閣站於同年12月8日開通營運，當中包括計劃將原10A路線編號更改為60，改為以外港碼頭為總站的循環線。[27][28]

## 外部連結
- （繁體中文）澳門公共汽車股份有限公司官方網站 （页面存档备份，存于）